# Veterinar
Veterinar ili doktor veterinarske medicine (dr.med.vet. ili DVM) je stručnjak iz područja biomedicinskih znanosti. Veterinarska medicina se studira 6 godina (12 semestara) na Veterinarskom fakultetu (u Hrvatskoj), nakon kojih je veterinar izučen za:
- rad u primarnoj veterinarskoj medicini,
- rješavanje problematike veterinarskog javnog zdravstva,
- zaštitu čovjekova okoliša,
- terensku, kliničku i laboratorijsku dijagnostiku,
- preventivno suzbijanje zaraznih bolesti i zoonoza,
- projektiranje i sudjelovanje u izradbi programa za razvijanje i unapređivanje djelatnosti stočarske proizvodnje animalnih namirnica i animalnih proizvoda,
- razvijanje svih oblika zaštite životinja i okoliša,
- njegovanje etike humanih odnosa spram životinja.

Upravo su laboratorijski veterinari prvi izolirali onkoviruse, salmonelu, brucelu i razne druge patogene. Također su pomogli u borbi protiv malarije, žute groznice i botulizma, proizveli su antikoagulans za liječenje srčanih bolesti kod ljudi, te su definirali i razradili neke kirurške tehnike za ljude.
No, u današnje vrijeme ekspanzije ljudske populacije, doktor vetrinarske medinicine obavlja uz zaštitu zdravlja ljudi (posredno) i životinja (neposredno) još jedan jednako vrijedan zadatak - proizvodnja što više i kvalitetnije namirnice animalnog podrijetla (posredno i neposredno, kroz biotehnološke postupke i inspekcijski nadzor).
Poput svih liječnika, veterinari moraju donositi etičke sudove. U svijetu se vodi rasprava koliko su etični postupci kao što su vađenje kandža mačkama i rezanje (kupiranje) ušiju i repova psima. U nekim su zemljama ti postupci nezakoniti.

## Vanjske poveznice
Mrežna mjesta
- veterina portal, specijalizirani veterinarski informacijski portal